# Tillbaka till Bromma
Tillbaka till Bromma är en svensk komedifilm från 2014 i regi av Martin Persson. Filmen tar vid där TV-serien Blomstertid slutade och är skriven av Peter Magnusson och Martin Persson. Magnusson spelar även tre av filmens huvudroller och i övriga roller ses bland andra Hanna Alström och Sandra Huldt.

## Handling
Anders är på väg mot en förmodad befordran på banken när han i stället får sparken. Han väljer att dölja händelsen för sin fru, medan han kämpar för att hitta ett nytt arbete med både hög lön och status.

## Rollista
- Peter Magnusson – Anders / Steven / Kennet
- Sandra Huldt – Malin
- Hanna Alström – Henrietta
- Julia Ragnarsson – Carola
- Adam Nordlund – Tompa
- Andreas Utterhall – Falken
- Oskar Thunberg – Jocke
- Veronica Dahlström – Leila
- Martin Persson – Martin
- Isak Monka – William
- Alexandra Buskas – Saga
- Yngve Dahlberg – Kjell Tuvegård
- Richard Forsgren – Sverker Montelius
- Johan Hallström – Jens Segelberg
- Lisa Henni – Brommamamman
- Ann-Sofie Kylin – Stevens mamma
- Staffan Lindberg – Hans Matell
- Annie Lööf – sig själv
- Ylva Lööf – läkare
- Jacob Mohlin – Per Eijerman
- Isak Monka – William
- Rebecka Nyberg Wellén – hånglande tjej
- Aliette Opheim – Amanda
- Filip Palmgren – Jack Matell
- Leonardo Rojas Lundgren – barn på buss
- Petter Roman Waldemarsson – Mackan
- Peter Schantli – Mats Hartsman
- Fyr Thorvald Strömberg – VD Hotell Kung Carl
- Jan Åström – Stevens pappa

## Om filmen
Magnusson och Persson hade tidigare samarbetat i serierna Blomstertid (2009) och Stockholm-Båstad (2011). Filmen producerades av Jan Blomgren och Anette Brantin för produktionsbolaget Bob Film Sweden AB under arbetstiteln Livet i Bromma. Filmen hade biopremiär den 19 februari 2014.

## Mottagande
Filmen fick ett ljummet mottagande av kritiker och landade på ett snittbetyg på 2,5 på kritiker.se.